# پتکانا ماکاویوا
پتکانا ماکاویوا (انگلیسی: Petkana Makaveeva؛ زادهٔ ۴ اکتبر ۱۹۵۲) بازیکن بسکتبال اهل بلغارستان است.